# العلاقات الإسرائيلية الغانية
العلاقات الإسرائيلية الغانية هي العلاقات الثنائية التي تجمع بين إسرائيل وغانا.

## مقارنة بين البلدين
هذه مقارنة عامة ومرجعية للدولتين:
| وجه المقارنة                                              | إسرائيل                                                             | غانا         |
| --------------------------------------------------------- | ------------------------------------------------------------------- | ------------ |
| المساحة (كم2)                                             | 20.77 ألف                                                           | 238.53 ألف   |
| عدد السكان (نسمة)                                         | 8.89 مليون                                                          | 26.91 مليون  |
| الكثافة السكانية (ن./كم²)                                 | 428.02                                                              | 112.82       |
| العاصمة                                                   | القدس                                                               | أكرا         |
| اللغة الرسمية                                             | اللغة العبرية، اللغة العربية                                        | لغة إنجليزية |
| العملة                                                    | شيكل إسرائيلي جديد، شيكل إسرائيلي قديم، جنيه فلسطيني، جنيه إسرائيلي | سيدي غاني    |
| الناتج المحلي الإجمالي (بليون دولار)                      | 350.85 مليار                                                        | 47.33 مليار  |
| الناتج المحلي الإجمالي (تعادل القوة الشرائية) بليون دولار | 306.51 مليار                                                        | 115.41 مليار |
| الناتج المحلي الإجمالي الاسمي للفرد دولار أمريكي          | 35.73 ألف                                                           | 1.37 ألف     |
| الناتج المحلي الإجمالي للفرد دولار أمريكي                 | 36.58 ألف                                                           | 4.08 ألف     |
| مؤشر التنمية البشرية                                      | 0.899                                                               | 0.579        |
| رمز المكالمات الدولي                                      | +972                                                                | +233         |
| رمز الإنترنت                                              | .il                                                                 | .gh          |
| المنطقة الزمنية                                           | توقيت إسرائيل، Israel Summer Time ‏                                  | 00           |

## منظمات دولية مشتركة
يشترك البلدان في عضوية مجموعة من المنظمات الدولية، منها:
| علم المنظمة | اسم المنظمة                               | تاريخ انضمام إسرائيل | تاريخ انضمام غانا |
| ----------- | ----------------------------------------- | -------------------- | ----------------- |
|             | مؤسسة التنمية الدولية                     | 22 ديسمبر 1960       | 29 ديسمبر 1960    |
|             | الأمم المتحدة                             | 11 مايو 1949         | 8 مارس 1957       |
|             | منظمة التجارة العالمية                    | 21 أبريل 1995        | ?                 |
|             | منظمة الشرطة الجنائية الدولية             | ?                    | ?                 |
|             | المركز الدولي لتسوية المنازعات الاستشارية | 22 يوليو 1983        | 14 أكتوبر 1966    |
|             | الاتحاد الدولي للاتصالات                  | 24 يونيو 1948        | 17 مايو 1957      |
|             | الفريق المعني برصد الأرض                  | ?                    | ?                 |
|             | البنك الدولي للإنشاء والتعمير             | 12 يوليو 1954        | 20 سبتمبر 1957    |
|             | الاتحاد البريدي العالمي                   | ?                    | ?                 |
|             | مؤسسة التمويل الدولية                     | 26 سبتمبر 1956       | 3 أبريل 1958      |
|             | وكالة ضمان الاستثمار متعدد الأطراف        | 21 مايو 1992         | 29 أبريل 1988     |
|             | يونسكو                                    | 16 سبتمبر 1949       | 11 أبريل 1958     |

## وصلات خارجية
- موقع وزارة الخارجية الإسرائيلية
- موقع وزارة الخارجية الغانية